# T. C. Murray

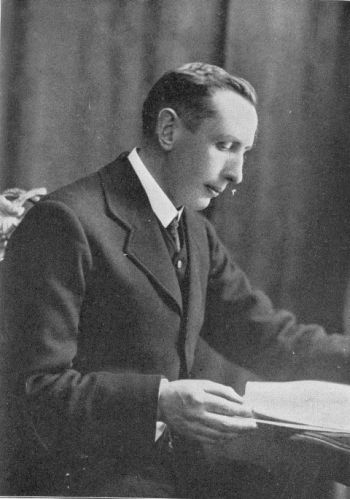
T. C. Murray

Thomas Cornelius Murray (* 17. Januar 1873 in Macroom, County Cork, Irland; † 7. März 1959 in Dublin) war ein irischer Dramatiker.

## Leben
Nach dem Schulbesuch erhielt er am St Patrick's College of Education in Drumcondra eine Ausbildung zum Lehrer und war zuletzt Rektor an der Nationalen Schule in Rathduff.
Gemeinsam mit Daniel Corkery, Con O’Leary und Terence MacSwiney gründete er 1908 die Cork Literary Society, aus der 1909 das Little Theatre hervorging. 1909 gab er sein literarisches Debüt mit dem Theaterstück The Wheel of Fortune, das nach einer Überarbeitung 1913 unter dem Titel Sovereign Love neu erschien.
Murray verfasste in der Folgezeit insgesamt fünfzehn volkstümlich-realistische Dramen, die vom Geist der Irischen Renaissance und dem Leben im County Cork geprägt waren. Dabei benutzte er auch das Pseudonym ‚Stephen Morgan‘. Zu seinen bekanntesten Stücken der ersten Jahre gehören Birthright (1910) und Maurice Harte (1912).
1915 zog er nach Dublin, wurde dort Rektor der Modellschule im Dubliner Stadtteil Inchicore und war dort bis zu seiner Pensionierung 1932 tätig. Neben anderen Bühnenwerken entstand dabei insbesondere Autumn Fire (1924), das auch an Broadway-Theatern aufgeführt wurde. 1937 verfasste er einen autobiografischen Roman mit dem Titel Spring Horizon.

## Hintergrundliteratur
- Albert J. DeGiacomo: T.C. Murray, Dramatist: Voice of the Irish Peasant, 2002, ISBN 0-8156-2945-1